# Куну

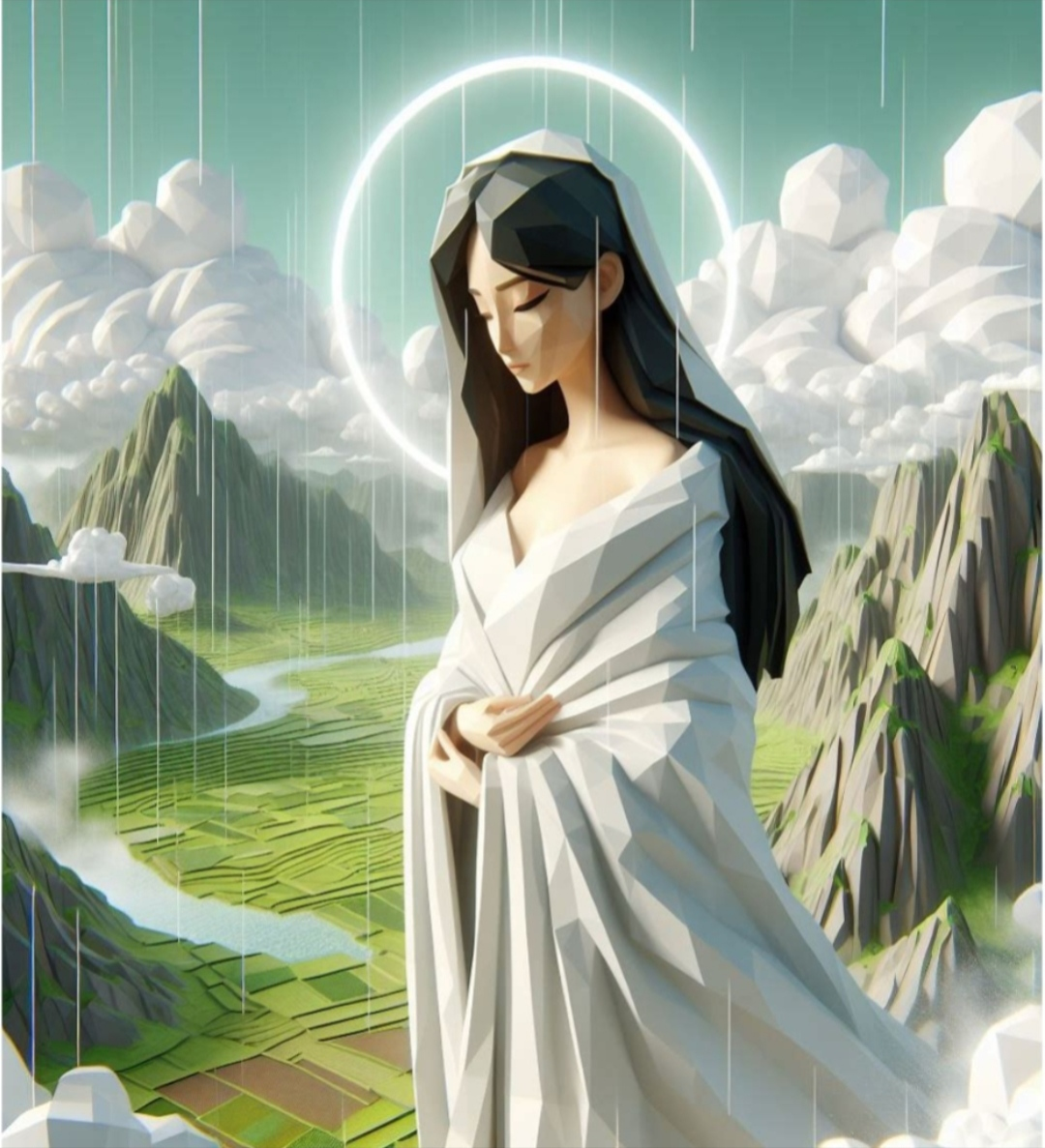
Куну

Куну — богиня в міфології та релігії Мейтей Стародавнього Канглейпака (Античний Маніпур), дружина бога Кубру, берегиня північного напрямку. У Куну два будинки: головний будинок знаходиться на горі Куну, а інший будинок - на горі Кубру, де живе її чоловік Коубру. Їй поклоняються разом з Коубру як божествам Хуллакпи (сільського вождя). Куну та Кубру правили Стародавнім Маніпуром дуже довгий час після правління короля Нінтоу Путіби.

## Опис

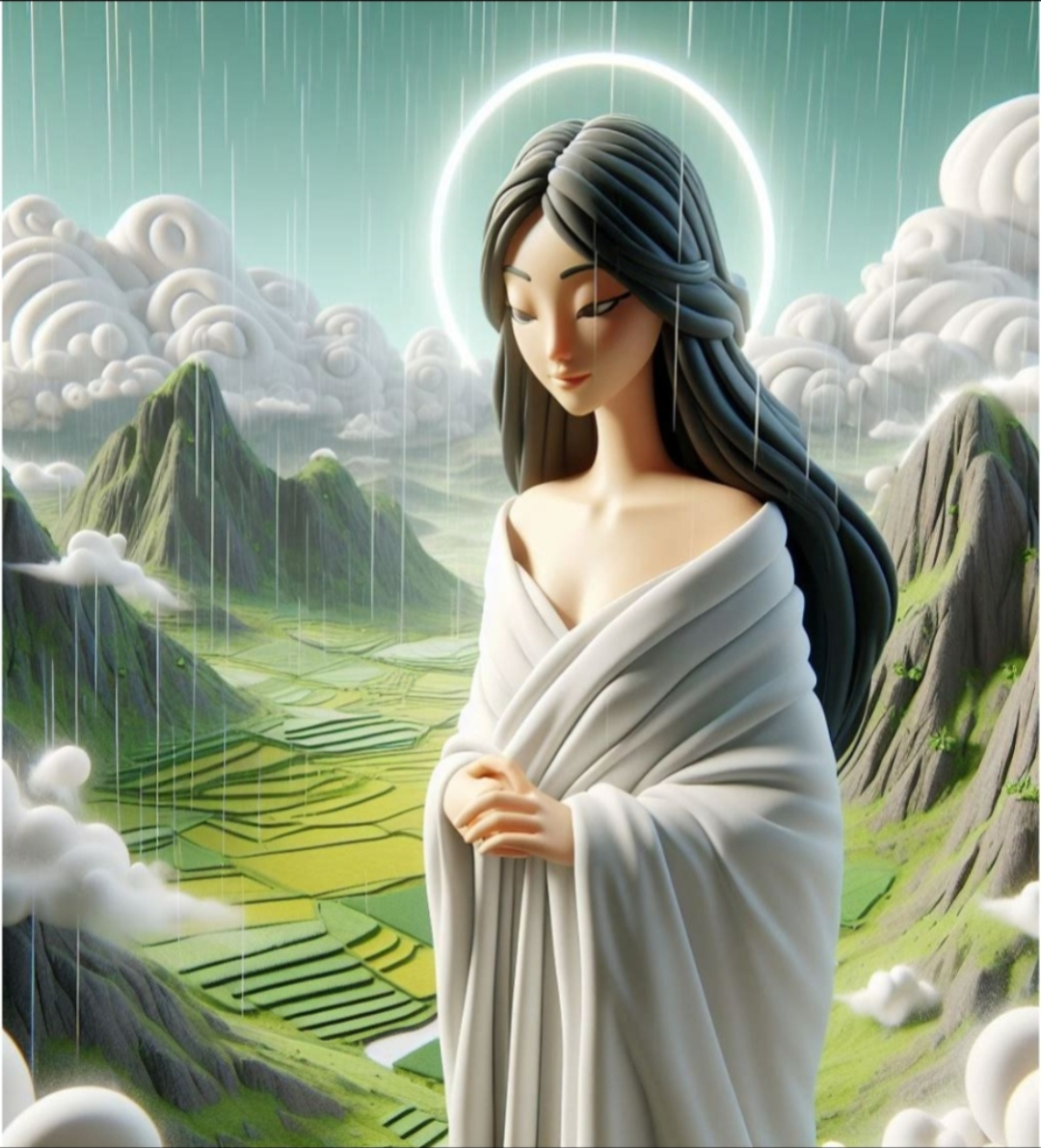
Куну

Куну — одна із богів, яка змінює клімат та погоду. Її чоловік Коубру та її син Лоялакпа також є божествами погоди. Люди мейтей вірять, що якщо щорічні опади хороші, то їх спричиняє богиня Куну. Коли богиня Куну міняє клімат, це рятує від повені. Вона також збільшує урожайність сільськогосподарських культур.

## Міфологія

### Пропозиція про кохання і шлюб
Куну вперше зустріла Бога Кубру, коли шукала рослини бавовни на західних схилах гори Кубру. Обидвоє закохалися з першого погляду. Куну попросила Коубру принести їй усі фрукти для пропозиції одружитися. Вона сказала, що не погодиться вийти за нього заміж, якщо він цього не зробить. Отже, в суботу Бог Коубру мав зустріч з усіма богами та богинями пагорбів і рівнин. Усі вони приготувалися до збирання фруктів усіх сортів та вирішили приступити до пропозиції одружитися наступного дня, у неділю.
Наступного дня до сходу сонця богині принесли плоди до Куну. Чоловічі боги також прийшли з Коубру на це місце. Однак, боги не знайшли двох фруктів: хейкру (індійський агрус) і хайнінг. Тоді Куну відхилила пропозицію одружитися. При цьому Коубру сказав їй, що у неї буде дочка, бо вона завагітніла під час останньої зустрічі. Тоді інші боги-чоловіки розлютилися через надмірно стримані умови пропозиції одруження Куну, коли у її лоні вже була зачата дитина. Вони наклали прокляття на дитину Куну, сказавши, що вона народиться на кам'яній плиті в наступному втіленні дитини. Богині збиралися прокляти дитину, щоб вона перетворилася на квітку під час народження, але вони цього не зробили, оскільки Куну була й так достатньо покарана. Відчувши збентеження, Куну також прокляла всі дари з їх перетворенням на каміння на самому сході сонця. Невдовзі, як зійшло сонце, усі дари перетворилися на каміння.

### Народження Лейсни— проклятої дитини
Куну народила дочку на ім'я «Лейсна» (Лайсна, Лейсана, Лайсана). Коли її дочка підросла, вона запитала Куну про свого батька, і Куну їй розповіла цю історію. Лейсна попросила піти до батька, щоб зустрітися з ним. Куну відпустила її. По дорозі Лейсна зустріла Пахангбу. Вони покохали один одного. Згодом вони одружилися. Оскільки Лейсна була смертною, вона померла, коли завершилося її земне життя.

### Усиновлення Тоуду Нунгтел Лейма— наступне втілення проклятої дитини
Богиня Куну і Бог Кубру жили разом. Одного разу богиня Леймарел Сідабі вирішила втілитися як дочка двох. Так, Леймарель втілилася в дівчинку. Того самого дня Куну і Кубру йшли по горбистій місцевості. Бога Коубру змучила спрага. Він знайшов глечик Коуну порожнім. Не витримавши спраги, він пішов на берег річки напитися води. На диво, він знайшов новонароджену дівчинку, яка лежала на кам'яній плиті у руслі річки. Коубру тричі крикнув, чи є хтось з доросли х біля дівчинки. Ніхто не відгукнувся. Отже, Коубру і Куну привезли дівчину до своєї обителі. Двоє усиновили дівчину як рідну дочку. Вони дали їй три імена. Дитину назвали «Іпок Лейма» («Еепок Лейма»), тому що її знайшли в потоці. Дитину також назвали «Тоуду Нунгтел Лейма», тому що її знайшли лежачою на кам'яній плиті. Останнє ім'я дитини було «Тайпан Нганпі» («Тайбан Нганбі»), тому що вона була гарна і яскрава.

### Куну і Лоялакпа
Одного разу її син Лоялакпа запитав Куну про справжнє походження Тоуду Нунгтел Лейма. Лоялакпа сумнівався, чи справді Тоуду Нунгтел Лейма була його справжньою сестрою чи ні. Коубру вже попередив Куну не розкривати таємниці Тауду Нунгтел Лейма їхньому синові. Отже, спочатку Куну збрехав йому. Але на злобу Лоялакпи вона вирішила сказати йому правду. Але оскільки і мати Куну, і син Лоялакпа були в обителі Коубру, вона не наважувалася нічого про це говорити. Вона боялася, що Коубру може почути про це. З дозволу Коубру Куну та її син Лоялакпа пішли до неї. Це було безпечне місце, щоб розкрити правду. Куну розповіла Лоялакпі, як вони з Кубру знайшли Туду Нунгтела Лейму лежачим на кам'яній плиті в річці. Вона розповіла, що Тауду Нунгтел Лейма насправді була їхньою прийомною дочкою, а не справжньою за народженням. Пізніше син Куну Лоялакпа і прийомна дочка Куну Туду Нунгтел Лейма одружилися.

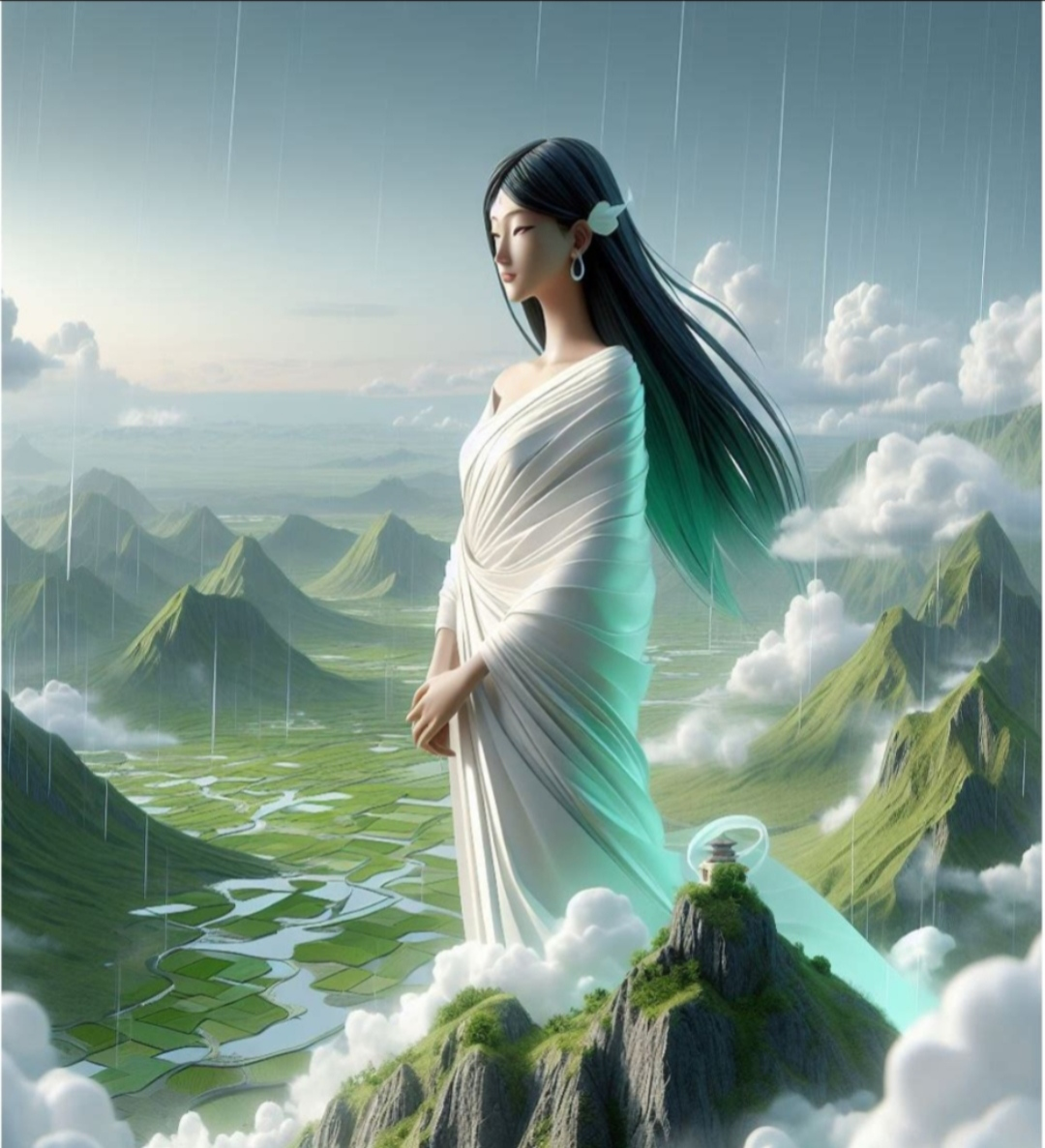
Куну

## Культи і святині
Богині Куну та її чоловікові Богу Кубру поклоняються в багатьох культах і святинях Маніпура . Деякі з них розташовані в Маянг Лангджіні, Аванг Кхунноу, Сенджам, Чіранг, Лойтанг Кхунноу, Тінгрі, Коутрук, Аванг Потсангбам, Саірем Кхул, Каменг, Сарутел, Лейрел Саджик, Лайрел Каабі, Хейбонгпокпі, Нонгчуп Танджунг Санітхен Танджу Квак Сіпхай, Нарелконджін, Тхамнапокпі, Аванг Секмай, Леймрам, Пхумлу Кейроі, Пхумлу Сіпхай, Потсангбам Туріфі, Самушанг, Кейну Тонгтхак, Хонгхампат, Акхам, Морок Інгкхол, Ламбаал Кхул, Амбаал Кхулхаунг, Хаінгу Пхангхур, Хаінгу Пхангхур. Згідно з прийнятим у культурі Мейтей, богиня Куну і Бог Коубру є покровителькою і захисником згаданих місць.